# ۳۹ پله (فیلم ۲۰۰۸)
۳۹ پله (به انگلیسی: The 39 Steps) فیلمی تلویزیونی به کارگردانی جیمز هاوز، نویسندگی لیتزی میکری (بر اساس رمان سی و نه پله اثر جان بوچان) و تهیه‌کنندگی لین هارسفورد محصول سال ۲۰۰۸ میلادی و بی‌بی‌سی است.